# Dcheïra El Jihadia
Dcheïra El Jihadia (eller Dcheïra kort och gott) är en stad i Marocko och är belägen i prefekturen Inezgane-Aït Melloul som är en del av regionen Souss-Massa. Staden ingår i Agadirs storstadsområde och hade 100 336 invånare vid folkräkningen 2014.